# 井上城
井上城（いのうえじょう）は、宮崎県延岡市にあった日本の城。

## 歴史
築城者は、12世紀末の土持栄綱または13世紀末の土持国綱と言われる（『延陵旧記』『延陵世鑑』）。しかし、12世紀末-13世紀初頭にかけて、この地域（三須・三輪・恒富地区＝宇佐宮領縣荘および島津領寄郡新名荘）を領有していたのは、門川伊東氏（＝縣荘）および源頼朝側近にして鎮西奉行・豊後守護の中原親能（＝新名荘）であり、延岡（当時は縣延岡）地域における土持氏領は五ヶ瀬川以北の宇佐宮領岡富荘に限られている（『建久図田帳』）ことから、12-13世紀、敵対勢力地のこの城を縣土持氏が領有しているとは考え難い。
五ヶ瀬川・大瀬川以南のこの地域に土持氏領が拡大するのは、建武3年（1336年）に土持栄宣が縣荘の半分職を獲得（「田部氏系図」）して以降と考えられるから、土持氏がこの城に居城するのは14世紀前半の半ば以降と考えるのが妥当であろう。しかし、最初の築城者となるとまったく不明であり、あえて推定するならば、縣荘を支配していた、門川伊東氏関連かと思われるが、後述の「古城」や「中野城」あるいは「中城」との関係や、この地域を最近まで「本村」と呼んでいたことも考慮して考える必要がある。
また、宮崎県立延岡高等学校西側に位置する字「古城」の小山は、明治期の地籍図では階段状に構築された郭構造を明瞭に読みとることができるが、現状は宅地開発が進み破壊が著しい。「古城」の地名は井上城跡によるものではなくこの城跡に由来すると考えられ、より古い時期の城郭が井上城の出丸として利用された可能性が高い。
井上城跡の東側に展開する恒富・愛宕から出北（いできた）にかけての地域は、五ヶ瀬川・大瀬川の後背湿地・沖積低地として発達してきた平野部であり、春日神社付近では、蛇行する旧河川の跡に沿って開発された湿田の様子が明治期の地籍図からも見てとれる。また、17世紀後半期には愛宕山北側と春日神社との間を河川が東流し、『延岡城下図屏風』にも描かれ、おそらくは弥生・古墳時代以来の天然の良港（舟溜り）となっていたち考えられる「方財入り江」に流入している。さらに、井上城と古城の間や井上城の東には、河跡湖と思われる沼池の点在していたことが『有馬家中延岡城下屋敷付絵図』（明治大学所蔵）からも読みとれる。
このような状況下にあって、中世には、平地の方形居館と推定される「中野城」あるいは「中城」が恒富・出北地区に存在していた。この絵図には、有馬家の家老である有馬民部の下屋敷が出北あたりに描かれており、大正期以降の工場地開発で消滅したと考えられる「中城」との関連も推定される。
さらに、恒富・愛宕地域には、西光寺、和合寺、知法寺、光福寺、利生寺、田中惣泉寺（『延陵世鑑』にある「田中薬師」寺跡か）など、現存しない寺院名に由来する小字名がわずか1キロメートル四方の範囲に近接して点在しており、城跡と合わせて古代以降から藩政期以前の延岡地域の勢力動向を考察する上での重要な手がかりとなろう。

## 概況
城は南の島津領寄郡伊福形荘から小野(この)を通って三須（みす）にいたる、中世までの幹線街道と大瀬川渡しを東から抑える交通の要衝に立地している。天守山（てんしゅやま）全体を城取りしており、100-200メートル幅で北東～南西に細長く約600メートルの規模を持つ。
城域は、北東部に展開するいくつかの丘陵地と南西部の団地も含むと考えられ、大瀬川岸にある大将軍神社も堀切をはさんだ出丸の1つである。城域南西部の団地西端には、天正6年（1578年）1月2日、大友同盟から島津同盟への転換となった島津義久への新年挨拶に遣わされた土持栄続（法名「葉月玉公大禅門」『鹿児島土持系図』)の墓碑の現存する法明寺がある。
主郭と考えられる最高所の標高は68.4メートル，比高は約60メートルである。縄張りは北半分に工夫が施されており、南半分が土橋で連結された物見曲輪的構成となっているが、土塁や堀などの施設はほとんどなされていない。
現状は公園・墓地・杉林・および南半分は雑木林であり、保存状態は極めて良好である。しかし、都市開発や愛宕通線の整備にともなって宅地が造成され、城の北、延岡高校との間にあった出城と思われるいくつかの丘陵が破壊された。